# Tolli
Tolli – wieś w Estonii, prowincji Rapla, w gminie Märjamaa.